# Rupnagar
Rupnagar (o Ropar) è una città dell'India di 48.165 abitanti, capoluogo del distretto di Rupnagar, nello stato federato del Punjab. In base al numero di abitanti la città rientra nella classe III (da 20.000 a 49.999 persone).

## Geografia fisica
La città è situata a 30° 57' 59 N e 76° 31' 59 E e ha un'altitudine di 259 m s.l.m..

## Società

### Evoluzione demografica
Al censimento del 2001 la popolazione di Rupnagar assommava a 48.165 persone, delle quali 25.563 maschi e 22.602 femmine. I bambini di età inferiore o uguale ai sei anni assommavano a 5.370, dei quali 2.952 maschi e 2.418 femmine. Infine, coloro che erano in grado di saper almeno leggere e scrivere erano 36.014, dei quali 19.816 maschi e 16.198 femmine.